# Mateus da Alsácia
Mateus da Alsácia (c. 1137 — 1173) foi um Conde de Bolonha

## Biografia
Foi um dos políticos que apoiaram Henrique, o Jovem, e recebeu terras na Inglaterra. Morreu combatendo no sítio de Drincourt, na revolta ocorrida entre 1173 e 1174, comandada por Filipe da Alsácia. Foi ferido por um dardo de besta, e não chegou a recuperar-se deste ferimento.

## Relações familiares
Foi filho de Teodorico da Alsácia (c. 1110 — 17 de janeiro de 1168) e Sibila de Anjou (1112 — 1165), filha de Fulco V de Anjou (1092 — 13 de novembro de 1143) e de Eremburga (1069 — 1126).
Pelo seu primeiro casamento com Maria, Condessa de Bolonha, tornou-se Conde de Bolonha em 1160. Divorciaram-se em 1170, mas ele continuou como conde até sua morte.
Deste casamento nasceu:
1. Ida de Bolonha (c. 1175 — 1216) (primeira filha) foi condessa da Bolonha e casou por duas vezes, a primeira com Berchtoldo IV de Zähringen, duque de Zähringen, de quem não teve filhos e a segunda com Reinaldo de Dammartin (1165 — 1227), conde de Dammartin entre 1170 e 1227, data da sua morte.
2. Matilde de Bolonha (1150 — 1210), casou com Henrique I de Brabante (1165 — 5 de Setembro de 1235).

Em 1171, se casou com a viúva Leonor de Vermandois, suo jure condessa de Vermandois, com quem teve uma filha de nome desconhecido que morreu jovem.